# Мужская сборная Китая по баскетболу
Мужская сборная Китая по баскетболу — национальная баскетбольная команда, представляющая Китайскую Народную Республику на международной баскетбольной арене. Управляется Китайской Баскетбольной Ассоциацией. Одна из самых сильных и титулованных азиатских сборных. Сборной Китая принадлежит рекордное количество побед на Кубках Азии — 16.

## История

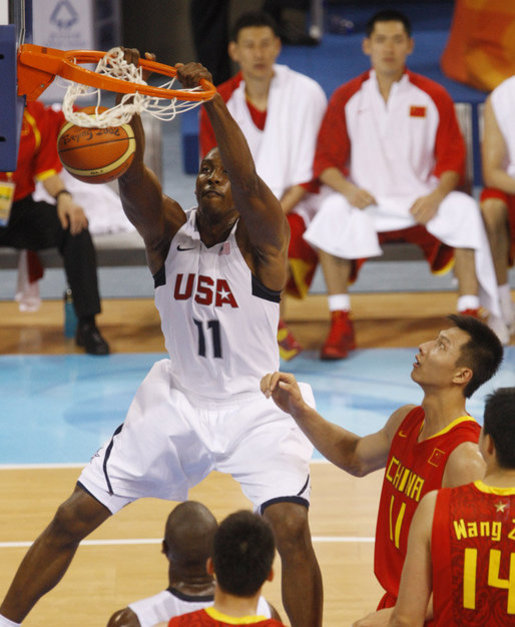
Сборная Китая в матче против сборной США на Олимпийских играх 2008

Сборная Китая традиционно считается одной из самых сильных в Азии. С 1975 по 2005 год команда выиграла 14 чемпионатов Азии из 16. На чемпионате Азии 2007 команда выступила плохо.
Это было связано с тем, что чемпионат Азии 2007 являлся отборочным на Олимпийские игры 2008, а сборная Китая участвовала в играх как страна-хозяйка, поэтому на чемпионат Азии поехал дублирующий состав, а основной состав принял участие в Кубке Станковича, который проходил в эти же сроки. В итоге, резервисты смогли занять только 10-е место.
На чемпионате Азии 2009 сборная Китая в финале уступила Ирану со счётом 52:70.
На Олимпийских играх 2004 команду тренировал Дел Харрис. Сборная дошла до четвертьфинала, где уступила Литве, а до этого обыграла Сербию и Черногорию со счётом 66:67.
На чемпионате мира 2006 команду тренировал литовец Йонас Казлаускас. Команда вышла из группы D со второго места (две победы, одно поражение) а в 1/8 финала уступила будущему финалисту — сборной Греции со счётом 95:64, в итоге заняла 15-е место среди 24-х команд.
Перед началом домашних Олимпийских игр 2008 года под вопросом было участие капитана сборной — Яо Мина из-за травмы. В середине июля он подтвердил своё участие в турнире. По итогам олимпийского турнира сборных китайская команда заняла восьмое место.
Основной проблемой последних нескольких лет для сборной являются травмы и болезни основных игроков. Так, у одного из многообещающих китайских молодых игроков Сюй Юна, выступавшего в юношеских и университетских чемпионатах США, в 19 года была обнаружена саркома и он был вынужден завершить карьеру, что повергло в шок как его болельщиков в США, так и на родине В декабре 2010 года у Яо Мина была вновь обострилась травма левой лодыжки и возникли вопросы, сможет ли баскетбольная легенда Китая вновь выйти на площадку. В итоге, о завершении карьеры игрок объявил в июле 2011 года, это стало тяжелым ударом для национальной сборной, успех которой в течение многих лет был тесно связан с высокорослым Яо. Однако, многие критики предсказывали команде прогресс на международной арене. Основным центровым сборной после ухода Яо стал И Цзяньлянь, который выступает в команде НБА «Даллас Маверикс». Также в составе китайской команды можно отметить бывших игроков НБА Ван Чжичжи и Сунь Юэ, которые в последние несколько лет показывают высокие результаты.
Из молодых талантов необходимо назвать будущих звезд баскетбола Чжоу Пэна, Ли Мухао и Го Айлуня, которые попробовали себя на драфте НБА.
В 2016 году сразу два китайских баскетболиста получили возможность принять участие в драфте НБА. Чжоу Ци был выбран клубом «Хьюстон Рокетс» под 43-м номером, а Ван Чжэлинь был выбран командой «Мемфис Гриззлис» под 57-м номером.
Как команда принимающая соревнование, автоматически отобралась для участия в чемпионате мира 2019 года.

## Текущий состав
| Перейти к шаблону «Состав сборной Китая по баскетболу» | Состав сборной Китая по баскетболу |  |

| Поз. | №  | Имя                 | Дата рождения (возраст)    | Рост   | Клуб                    |
| ---- | -- | ------------------- | -------------------------- | ------ | ----------------------- |
| З    | 1  | Чжао Жуй            | 14 января 1996 (29 лет)    | 195 см | Гуандун Саузерн Тайгерс |
| З    | 5  | Фань Шо             | 7 сентября 1990 (34 года)  | 190 см | Бэйцзин Дакс            |
| АЗ   | 6  | Го Айлунь           | 14 ноября 1993 (31 год)    | 192 см | Ляонин Флаин Леопардс   |
| Ф    | 9  | Чжай Сяочуань       | 24 марта 1993 (32 года)    | 205 см | Бэйцзин Дакс            |
| Ц    | 11 | И Цзяньлянь (К)     | 27 октября 1987 (37 лет)   | 200 см | Гуандун Саузерн Тайгерс |
| Ф    | 13 | Киланбайк Макан     | 27 сентября 1992 (32 года) | 205 см | Синьцзян Флаинг Тайгерс |
| Ц    | 15 | Чжоу Ци             | 16 января 1996 (29 лет)    | 212 см | Синьцзян Флаинг Тайгерс |
| З    | 17 | Сунь Минхуй         | 26 апреля 1996 (29 лет)    | 187 см | Чжэцзян Лайонс          |
| Ц    | 20 | Жэнь Цзюньфэй       | 4 февраля 1990 (35 лет)    | 205 см | Гуандун Саузерн Тайгерс |
| Ф    | 23 | Абдусалам Абдурешид | 20 мая 1996 (29 лет)       | 203 см | Синьцзян Флаинг Тайгерс |
| РЗ   | 24 | Чжао Цзивэй         | 25 августа 1995 (29 лет)   | 185 см | Ляонин Флаин Леопардс   |
| Ц    | 31 | Ван Чжэлинь         | 20 января 1994 (31 год)    | 212 см | Фуцзянь Сюньсин         |

## Олимпийские игры
- 1984: 10-е место.
- 1988: 11-е место.
- 1992: 12-е место.
- 1996: 8-е место.
- 2000: 10-е место.
- 2004: 8-е место.
- 2008: 8-е место.
- 2012: 12-е место.
- 2016: 12-е место.

## Чемпионаты мира
- Чемпионат мира по баскетболу 1978: 11-е место.
- Чемпионат мира по баскетболу 1982: 12-е место.
- Чемпионат мира по баскетболу 1986: 9-е место.
- Чемпионат мира по баскетболу 1990: 14-е место.
- Чемпионат мира по баскетболу 1994: 8-е место.
- Чемпионат мира по баскетболу 2002: 12-е место.
- Чемпионат мира по баскетболу 2006: 15-е место.
- Чемпионат мира по баскетболу 2010: 16-е место.
- Чемпионат мира по баскетболу 2019: 24-е место.
- Чемпионат мира по баскетболу 2023: 29-е место.

| - 1975: 1-е место. - 1977: 1-е место. - 1979: 1-е место. - 1981: 1-е место. - 1983: 1-е место. - 1985: 3-е место. - 1987: 1-е место. - 1989: 1-е место. - 1991: 1-е место. - 1993: 1-е место. - 1995: 1-е место. - 1997: 3-е место. - 1999: 1-е место. - 2001: 1-е место. - 2003: 1-е место. - 2005: 1-е место. - 2007: 10-е место. - 2009: 2-е место. - 2011: 1-е место. - 2015: 1-е место. - 2017: 5-е место. | - Летние Азиатские игры 1974: 3-е место. - Летние Азиатские игры 1978: 1-е место. - Летние Азиатские игры 1982: 2-е место. - Летние Азиатские игры 1986: 1-е место. - Летние Азиатские игры 1990: 1-е место. - Летние Азиатские игры 1994: 1-е место. - Летние Азиатские игры 1998: 1-е место. - Летние Азиатские игры 2002: 2-е место. - Летние Азиатские игры 2006: 1-е место. - Летние Азиатские игры 2010: 1-е место. - Летние Азиатские игры 2014: 5-е место. |

## Чемпионаты Восточной Азии
- 2009 :  3-е место.
- 2011 :  3-е место.
- 2013 :  2-е место.
- 2017 : 4-е место